# Black Rain (Murubutu)
Black Rain è un singolo del rapper italiano Murubutu, pubblicato il 3 dicembre 2021 come secondo estratto dal sesto album in studio Storie d'amore con pioggia e altri racconti di rovesci e temporali.

## Descrizione
Prodotto da James Logan, il brano ha visto la partecipazione vocale dei rapper Claver Gold e Rancore. Secondo le parole di Murubutu, il brano ha una forte connotazione sociopolitica:

## Tracce
Testi di Alessio Mariani, Daycol Emidio Orsini, Gezim Nerjaku e Tarek Iurcich, musiche di James Logan.
1. Black Rain (feat. Claver Gold, Rancore) – 4:13